# Эспарраго, Виктор
Ви́ктор Родо́льфо Эспа́рраго Виде́ла (исп. Víctor Rodolfo Espárrago Videla; род. 6 октября 1944, Монтевидео) — уругвайский футболист и футбольный тренер.

## Карьера игрока

### Клубная карьера
Эспарраго начал футбольную карьеру в составе «Данубио», играл на позиции атакующего полузащитника. Оттуда он переехал в «Серро», где в 1965 году выступал под руководством тренера Ондино Виеры, закрепился в основном составе на правом фланге. В марте 1966 года он дебютировал в составе своего нового клуба «Насьональ» в игре против «Ла Луж». Он зарекомендовал себя всесторонне развитым игроком с возможностью играть на любой позиции. Под руководством тренера Роберто Скароне он в первый же год с клубом праздновал победу в уругвайском чемпионате. До 1973 года он состоял в рядах «Насьоналя», позже в июле того же года он переехал в Испанию, чтобы играть за «Севилью» (1973—1975 годы) и «Рекреативо» (с 1975 по 1979 год), наконец, в 1979 году он вернулся в «Насьональ», где и закончил карьеру в феврале 1982 года, выиграв в общей сложности шесть уругвайских чемпионатов (1966, 1969, 1970, 1971, 1972 и 1980 годов), два Кубка Либертадорес (1971 и 1980 годов) и Межамериканский кубок (1972 год). В общей сложности за «Насьональ» он сыграл 431 матч и забил 62 гола.

### Карьера в сборной
Он сыграл 67 матчей за национальную сборную с 1970 по 1974 год. Его пик карьеры пришёлся на то время, когда он был важным звеном уругвайской сборной, которая заняла четвёртое место на чемпионате мира 1970 года.
На этом турнире он забил спорный победный гол в дополнительное время в четвертьфинале против СССР, мяч вышел за лицевую линию поля, прежде чем Луис Кубилья сделал подачу, создав момент для Эспарраго, но судья посчитал, что мяч оставался в игре.

## Тренерская карьера
Он тренировал несколько команд в Испании с 1985 года. С 1 июля 2004 года он был главным тренером «Кадиса», который также был его первой командой, которую он тренировал, из испанского высшего дивизиона. 10 января 2010 года после увольнения Хави Грасии, в связи с поражением от «Реал Сосьедада» (1:4), руководство «Кадиса» подписало его на должность нового тренера.

## Личная жизнь
Младший брат Виктора, Альберто Эспарраго, тоже был футболистом. Он выступал за «Рекреативо», «Бока Хуниорс», «ЛДУ» и ряд уругвайских клубов.